# Khami
Khami (còn được viết là Khame, Kame hoặc Kami) là một thành phố đổ nát nằm cách Bulawayo 22 km về phía tây thuộc Zimbabwe. Nó từng là kinh đô của Vương quốc Butua của Triều đại Torwa. Hiện nay nó là một Di tích quốc gia và một Di sản thế giới được UNESCO công nhận từ năm 1986.
Khu định cư ngày nay là một sự phát triển của hình thức kiến trúc nổi lên tại Đại Zimbabwe thế kỷ 13 sau Công nguyên và văn hóa Kopje địa phương.